# 2017-es női kosárlabda-Európa-bajnokság
A 2017-es női kosárlabda-Európa-bajnokságot június 16. és 25. között rendezték Csehországban. Ez volt sorrendben a 36. női kosárlabda-Európa-bajnokság. A mérkőzéseknek Prága és Királyvárad három csarnoka adott otthont. Az Eb-n tizenhat csapat vett részt. Az Eb-t Spanyolország nyerte.

## Helyszínek
A mérkőzéseket az alábbi három helyszínen játsszák:
| Prága                | Prága          | Hradec Králové |
| -------------------- | -------------- | -------------- |
| O2 Aréna             | Kralovka Arena | Zimní stadion  |
| Férőhely: 17 000     | Férőhely: 2500 | Férőhely: 7000 |
|                      |                |                |
| Prága Hradec Králové |                |                |

## Résztvevők
A tornán az alábbi 16 csapat vett részt.
| Nemzet           | Részvételi jog                           | Kvalifikáció időpontja | Utolsó részvétel | Legjobb helyezés      | Rang |
| ---------------- | ---------------------------------------- | ---------------------- | ---------------- | --------------------- | ---- |
| Csehország       | Rendező                                  | 2015 június 28.        | 2015             | 1. (2005)             | 5.   |
| Spanyolország    | Selejtező, I csoport győztese            | 2016 február 24.       | 2015             | 1. (1993, 2013)       | 2.   |
| Szlovénia        | Selejtező, A csoport győztese            | 2016 november 19.      | Újonc            | Újonc                 | –    |
| Franciaország    | Selejtező, B csoport győztese            | 2016 november 19.      | 2015             | 1. (2001, 2009)       | 3.   |
| Olaszország      | Selejtező, C csoport győztese            | 2016 november 19.      | 2015             | 1. (1938)             | 31.  |
| Ukrajna          | Selejtező, D csoport győztese            | 2016 november 19.      | 2015             | 1. (1995)             | 41.  |
| Törökország      | Selejtező, H csoport győztese            | 2016 november 19.      | 2015             | 2. (2011)             | 7.   |
| Oroszország      | Selejtező, F csoport győztese            | 2016 november 23.      | 2015             | 1. (2003, 2007, 2011) | 11.  |
| Magyarország     | Selejtező, E csoport győztese            | 2016 november 23.      | 2015             | 2. (1950, 1956)       | 50.  |
| Belgium          | Selejtező, G csoport győztese            | 2016 november 23.      | 2007             | 6. (2003)             | –    |
| Lettország       | Selejtező, a hat legjobb csoport második | 2016 november 23.      | 2015             | 4. (2007)             | 27.  |
| Görögország      | Selejtező, a hat legjobb csoport második | 2016 november 23.      | 2015             | 5. (2009)             | 20.  |
| Szerbia          | Selejtező, a hat legjobb csoport második | 2016 november 23.      | 2015             | 1. (2015)             | 9.   |
| Szlovákia        | Selejtező, a hat legjobb csoport második | 2016 november 23.      | 2015             | 2. (1997)             | 29.  |
| Montenegró       | Selejtező, a hat legjobb csoport második | 2016 november 23.      | 2015             | 6. (2011)             | 28.  |
| Fehéroroszország | Selejtező, a hat legjobb csoport második | 2016 november 23.      | 2015             | 3. (2007)             | 12.  |

## Sorsolás
A sorsolást 2016. december 9-én tartották Prágában. A csapatokat négy kalapba sorolták.
| 1. kalap                                                  | 2. kalap                                          | 3. kalap                                          | 4. kalap                                         |
| --------------------------------------------------------- | ------------------------------------------------- | ------------------------------------------------- | ------------------------------------------------ |
| Franciaország · Spanyolország · Oroszország · Törökország | Szerbia · Fehéroroszország · Ukrajna · Montenegró | Görögország · Szlovákia · Csehország · Lettország | Olaszország · Magyarország · Belgium · Szlovénia |

## Csoportkör

### A csoport
| Hely. | Csapat         | M | Gy | V | P+  | P–  | Pk  | P | Továbbjutás              |
| ----- | -------------- | - | -- | - | --- | --- | --- | - | ------------------------ |
| 1.    | Spanyolország  | 3 | 2  | 1 | 201 | 169 | +32 | 5 | Negyeddöntő              |
| 2.    | Ukrajna        | 3 | 2  | 1 | 197 | 195 | +2  | 5 | A negyeddöntőbe jutásért |
| 3.    | Magyarország   | 3 | 1  | 2 | 194 | 216 | −22 | 4 | A negyeddöntőbe jutásért |
| 4.    | Csehország (R) | 3 | 1  | 2 | 184 | 196 | −12 | 4 |                          |

1. 1 2  Spanyolország 76–54 Ukrajna
2. 1 2  Csehország 70–74 Magyarország

| 2017. június 16. 18:00 | Ukrajna                                 | 59–47     | Csehország | Zimní stadion Hradec Králové, Hradec Králové Nézőszám: 3197 Játékvezetők: Jasmina Juras (SRB), Yohan Rosso (FRA), Jelena Tomić (CRO) |
| 2017. június 16. 18:00 | (24–13, 18–10, 4–10, 13–14) Jegyzőkönyv |           |            | Zimní stadion Hradec Králové, Hradec Králové Nézőszám: 3197 Játékvezetők: Jasmina Juras (SRB), Yohan Rosso (FRA), Jelena Tomić (CRO) |
| 2017. június 16. 18:00 | Iagupova 21                             | Pont      | Vaughn 16  | Zimní stadion Hradec Králové, Hradec Králové Nézőszám: 3197 Játékvezetők: Jasmina Juras (SRB), Yohan Rosso (FRA), Jelena Tomić (CRO) |
| 2017. június 16. 18:00 | Udodenko 16                             | Lepattanó | Vaughn 6   | Zimní stadion Hradec Králové, Hradec Králové Nézőszám: 3197 Játékvezetők: Jasmina Juras (SRB), Yohan Rosso (FRA), Jelena Tomić (CRO) |
| 2017. június 16. 18:00 | Iagupova 4                              | Gólpassz  | Elhotová 4 | Zimní stadion Hradec Králové, Hradec Králové Nézőszám: 3197 Játékvezetők: Jasmina Juras (SRB), Yohan Rosso (FRA), Jelena Tomić (CRO) |

| 2017. június 16. 20:30 | Magyarország                            | 48–62     | Spanyolország | Zimní stadion Hradec Králové, Hradec Králové Nézőszám: 2876 Játékvezetők: Tanel Suslov (EST), Mārtiņš Kozlovskis (LAT), Vasiliki Tsaroucha (GRE) |
| 2017. június 16. 20:30 | (8–18, 13–12, 10–13, 17–19) Jegyzőkönyv |           |               | Zimní stadion Hradec Králové, Hradec Králové Nézőszám: 2876 Játékvezetők: Tanel Suslov (EST), Mārtiņš Kozlovskis (LAT), Vasiliki Tsaroucha (GRE) |
| 2017. június 16. 20:30 | Krivačević, Vandersloot 11              | Pont      | Lyttle 17     | Zimní stadion Hradec Králové, Hradec Králové Nézőszám: 2876 Játékvezetők: Tanel Suslov (EST), Mārtiņš Kozlovskis (LAT), Vasiliki Tsaroucha (GRE) |
| 2017. június 16. 20:30 | Határ 8                                 | Lepattanó | Lyttle 12     | Zimní stadion Hradec Králové, Hradec Králové Nézőszám: 2876 Játékvezetők: Tanel Suslov (EST), Mārtiņš Kozlovskis (LAT), Vasiliki Tsaroucha (GRE) |
| 2017. június 16. 20:30 | Fegyverneky 4                           | Gólpassz  | Cruz 4        | Zimní stadion Hradec Králové, Hradec Králové Nézőszám: 2876 Játékvezetők: Tanel Suslov (EST), Mārtiņš Kozlovskis (LAT), Vasiliki Tsaroucha (GRE) |

| 2017. június 17. 15:00 | Spanyolország                           | 76–54     | Ukrajna     | Zimní stadion Hradec Králové, Hradec Králové Nézőszám: 966 Játékvezetők: Jasmina Juras (SRB), Boris Krejić (SLO), Maripier Malo (CAN) |
| 2017. június 17. 15:00 | (13–15, 22–19, 20–9, 21–11) Jegyzőkönyv |           |             | Zimní stadion Hradec Králové, Hradec Králové Nézőszám: 966 Játékvezetők: Jasmina Juras (SRB), Boris Krejić (SLO), Maripier Malo (CAN) |
| 2017. június 17. 15:00 | Torrens 26                              | Pont      | Iagupova 23 | Zimní stadion Hradec Králové, Hradec Králové Nézőszám: 966 Játékvezetők: Jasmina Juras (SRB), Boris Krejić (SLO), Maripier Malo (CAN) |
| 2017. június 17. 15:00 | Lyttle 18                               | Lepattanó | Iagupova 8  | Zimní stadion Hradec Králové, Hradec Králové Nézőszám: 966 Játékvezetők: Jasmina Juras (SRB), Boris Krejić (SLO), Maripier Malo (CAN) |
| 2017. június 17. 15:00 | Torrens 5                               | Gólpassz  | Iagupova 4  | Zimní stadion Hradec Králové, Hradec Králové Nézőszám: 966 Játékvezetők: Jasmina Juras (SRB), Boris Krejić (SLO), Maripier Malo (CAN) |

| 2017. június 17. 18:00 | Csehország                               | 70–74     | Magyarország              | Zimní stadion Hradec Králové, Hradec Králové Nézőszám: 3120 Játékvezetők: Zdravko Rutešić (MNE), Sergei Beliakov (RUS), Saulius Racys (SWE) |
| 2017. június 17. 18:00 | (20–24, 18–14, 12–17, 20–19) Jegyzőkönyv |           |                           | Zimní stadion Hradec Králové, Hradec Králové Nézőszám: 3120 Játékvezetők: Zdravko Rutešić (MNE), Sergei Beliakov (RUS), Saulius Racys (SWE) |
| 2017. június 17. 18:00 | Hanušová 17                              | Pont      | Bujdosó 21                | Zimní stadion Hradec Králové, Hradec Králové Nézőszám: 3120 Játékvezetők: Zdravko Rutešić (MNE), Sergei Beliakov (RUS), Saulius Racys (SWE) |
| 2017. június 17. 18:00 | Hanušová 8                               | Lepattanó | Fegyverneky, Krivačević 7 | Zimní stadion Hradec Králové, Hradec Králové Nézőszám: 3120 Játékvezetők: Zdravko Rutešić (MNE), Sergei Beliakov (RUS), Saulius Racys (SWE) |
| 2017. június 17. 18:00 | Vyoralová 5                              | Gólpassz  | Vandersloot 7             | Zimní stadion Hradec Králové, Hradec Králové Nézőszám: 3120 Játékvezetők: Zdravko Rutešić (MNE), Sergei Beliakov (RUS), Saulius Racys (SWE) |

| 2017. június 19. 12:30 | Magyarország                             | 72–84     | Ukrajna     | Zimní stadion Hradec Králové, Hradec Králové Nézőszám: 858 Játékvezetők: Yohan Rosso (FRA), Mārtiņš Kozlovskis (LAT), Vasiliki Tsaroucha (GRE) |
| 2017. június 19. 12:30 | (18–26, 12–21, 17–20, 25–17) Jegyzőkönyv |           |             | Zimní stadion Hradec Králové, Hradec Králové Nézőszám: 858 Játékvezetők: Yohan Rosso (FRA), Mārtiņš Kozlovskis (LAT), Vasiliki Tsaroucha (GRE) |
| 2017. június 19. 12:30 | Zele 13                                  | Pont      | Udodenko 22 | Zimní stadion Hradec Králové, Hradec Králové Nézőszám: 858 Játékvezetők: Yohan Rosso (FRA), Mārtiņš Kozlovskis (LAT), Vasiliki Tsaroucha (GRE) |
| 2017. június 19. 12:30 | Bujdosó 7                                | Lepattanó | Moss 10     | Zimní stadion Hradec Králové, Hradec Králové Nézőszám: 858 Játékvezetők: Yohan Rosso (FRA), Mārtiņš Kozlovskis (LAT), Vasiliki Tsaroucha (GRE) |
| 2017. június 19. 12:30 | Medgyessy 4                              | Gólpassz  | Iagupova 7  | Zimní stadion Hradec Králové, Hradec Králové Nézőszám: 858 Játékvezetők: Yohan Rosso (FRA), Mārtiņš Kozlovskis (LAT), Vasiliki Tsaroucha (GRE) |

| 2017. június 19. 18:00 | Csehország                               | 67–63     | Spanyolország    | Zimní stadion Hradec Králové, Hradec Králové Nézőszám: 3137 Játékvezetők: Maripier Malo (CAN), Zdravko Rutešić (MNE), Jelena Smiljanić (SRB) |
| 2017. június 19. 18:00 | (17–17, 11–12, 17–15, 22–19) Jegyzőkönyv |           |                  | Zimní stadion Hradec Králové, Hradec Králové Nézőszám: 3137 Játékvezetők: Maripier Malo (CAN), Zdravko Rutešić (MNE), Jelena Smiljanić (SRB) |
| 2017. június 19. 18:00 | Vaughn 18                                | Pont      | Lyttle 17        | Zimní stadion Hradec Králové, Hradec Králové Nézőszám: 3137 Játékvezetők: Maripier Malo (CAN), Zdravko Rutešić (MNE), Jelena Smiljanić (SRB) |
| 2017. június 19. 18:00 | három játékos 6                          | Lepattanó | Nicholls 9       | Zimní stadion Hradec Králové, Hradec Králové Nézőszám: 3137 Játékvezetők: Maripier Malo (CAN), Zdravko Rutešić (MNE), Jelena Smiljanić (SRB) |
| 2017. június 19. 18:00 | Elhotová, Vyoralová 6                    | Gólpassz  | Palau, Torrens 5 | Zimní stadion Hradec Králové, Hradec Králové Nézőszám: 3137 Játékvezetők: Maripier Malo (CAN), Zdravko Rutešić (MNE), Jelena Smiljanić (SRB) |

### B csoport
| Hely. | Csapat           | M | Gy | V | P+  | P–  | Pk  | P | Továbbjutás              |
| ----- | ---------------- | - | -- | - | --- | --- | --- | - | ------------------------ |
| 1.    | Törökország      | 3 | 3  | 0 | 211 | 185 | +26 | 6 | Negyeddöntő              |
| 2.    | Olaszország      | 3 | 2  | 1 | 201 | 175 | +26 | 5 | A negyeddöntőbe jutásért |
| 3.    | Szlovákia        | 3 | 1  | 2 | 187 | 196 | −9  | 4 | A negyeddöntőbe jutásért |
| 4.    | Fehéroroszország | 3 | 0  | 3 | 193 | 236 | −43 | 3 |                          |

| 2017. június 16. 12:30 | Fehéroroszország                         | 60–80     | Olaszország   | Zimní stadion Hradec Králové, Hradec Králové Játékvezetők: Boris Krejić (SLO), Ilias Kounelles (CYP), Maripier Malo (CAN) |
| 2017. június 16. 12:30 | (16–18, 12–20, 12–26, 20–16) Jegyzőkönyv |           |               | Zimní stadion Hradec Králové, Hradec Králové Játékvezetők: Boris Krejić (SLO), Ilias Kounelles (CYP), Maripier Malo (CAN) |
| 2017. június 16. 12:30 | Bentley 17                               | Pont      | Sottana 20    | Zimní stadion Hradec Králové, Hradec Králové Játékvezetők: Boris Krejić (SLO), Ilias Kounelles (CYP), Maripier Malo (CAN) |
| 2017. június 16. 12:30 | Kress 7                                  | Lepattanó | Zandalasini 8 | Zimní stadion Hradec Králové, Hradec Králové Játékvezetők: Boris Krejić (SLO), Ilias Kounelles (CYP), Maripier Malo (CAN) |
| 2017. június 16. 12:30 | Bentley, Kress 4                         | Gólpassz  | Gorini 4      | Zimní stadion Hradec Králové, Hradec Králové Játékvezetők: Boris Krejić (SLO), Ilias Kounelles (CYP), Maripier Malo (CAN) |

| 2017. június 16. 15:00 | Törökország                              | 69–58     | Szlovákia       | Zimní stadion Hradec Králové, Hradec Králové Nézőszám: 856 Játékvezetők: Zdravko Rutešić (MNE), Sergei Beliakov (RUS), Jelena Smiljanić (SRB) |
| 2017. június 16. 15:00 | (26–18, 19–15, 11–12, 13–13) Jegyzőkönyv |           |                 | Zimní stadion Hradec Králové, Hradec Králové Nézőszám: 856 Játékvezetők: Zdravko Rutešić (MNE), Sergei Beliakov (RUS), Jelena Smiljanić (SRB) |
| 2017. június 16. 15:00 | Hollingsworth 14                         | Pont      | Bálintová 17    | Zimní stadion Hradec Králové, Hradec Králové Nézőszám: 856 Játékvezetők: Zdravko Rutešić (MNE), Sergei Beliakov (RUS), Jelena Smiljanić (SRB) |
| 2017. június 16. 15:00 | Çağlar 8                                 | Lepattanó | három játékos 6 | Zimní stadion Hradec Králové, Hradec Králové Nézőszám: 856 Játékvezetők: Zdravko Rutešić (MNE), Sergei Beliakov (RUS), Jelena Smiljanić (SRB) |
| 2017. június 16. 15:00 | Alben 6                                  | Gólpassz  | Bálintová 9     | Zimní stadion Hradec Králové, Hradec Králové Nézőszám: 856 Játékvezetők: Zdravko Rutešić (MNE), Sergei Beliakov (RUS), Jelena Smiljanić (SRB) |

| 2017. június 17. 12:30 | Szlovákia                                | 68–59     | Fehéroroszország | Zimní stadion Hradec Králové, Hradec Králové Nézőszám: 621 Játékvezetők: Vasiliki Tsaroucha (GRE), Vincent Delestrée (BEL), Ilias Kounelles (CYP) |
| 2017. június 17. 12:30 | (15–16, 17–17, 19–11, 17–15) Jegyzőkönyv |           |                  | Zimní stadion Hradec Králové, Hradec Králové Nézőszám: 621 Játékvezetők: Vasiliki Tsaroucha (GRE), Vincent Delestrée (BEL), Ilias Kounelles (CYP) |
| 2017. június 17. 12:30 | Žirková 22                               | Pont      | Snytsina 12      | Zimní stadion Hradec Králové, Hradec Králové Nézőszám: 621 Játékvezetők: Vasiliki Tsaroucha (GRE), Vincent Delestrée (BEL), Ilias Kounelles (CYP) |
| 2017. június 17. 12:30 | Růžičková 15                             | Lepattanó | Kress 7          | Zimní stadion Hradec Králové, Hradec Králové Nézőszám: 621 Játékvezetők: Vasiliki Tsaroucha (GRE), Vincent Delestrée (BEL), Ilias Kounelles (CYP) |
| 2017. június 17. 12:30 | Žirková 5                                | Gólpassz  | Likhtarovich 5   | Zimní stadion Hradec Králové, Hradec Králové Nézőszám: 621 Játékvezetők: Vasiliki Tsaroucha (GRE), Vincent Delestrée (BEL), Ilias Kounelles (CYP) |

| 2017. június 17. 20:30 | Olaszország                             | 53–54     | Törökország       | Zimní stadion Hradec Králové, Hradec Králové Nézőszám: 894 Játékvezetők: Yohan Rosso (FRA), Mārtiņš Kozlovskis (LAT), Tanel Suslov (EST) |
| 2017. június 17. 20:30 | (17–12, 13–18, 12–15, 11–9) Jegyzőkönyv |           |                   | Zimní stadion Hradec Králové, Hradec Králové Nézőszám: 894 Játékvezetők: Yohan Rosso (FRA), Mārtiņš Kozlovskis (LAT), Tanel Suslov (EST) |
| 2017. június 17. 20:30 | Zandalasini 23                          | Pont      | Hollingsworth 29  | Zimní stadion Hradec Králové, Hradec Králové Nézőszám: 894 Játékvezetők: Yohan Rosso (FRA), Mārtiņš Kozlovskis (LAT), Tanel Suslov (EST) |
| 2017. június 17. 20:30 | Zandalasini 10                          | Lepattanó | Hollingsworth 21  | Zimní stadion Hradec Králové, Hradec Králové Nézőszám: 894 Játékvezetők: Yohan Rosso (FRA), Mārtiņš Kozlovskis (LAT), Tanel Suslov (EST) |
| 2017. június 17. 20:30 | Dotto 5                                 | Gólpassz  | Alben, Vardarlı 4 | Zimní stadion Hradec Králové, Hradec Králové Nézőszám: 894 Játékvezetők: Yohan Rosso (FRA), Mārtiņš Kozlovskis (LAT), Tanel Suslov (EST) |

| 2017. június 19. 15:00 | Fehéroroszország                         | 74–88     | Törökország     | Zimní stadion Hradec Králové, Hradec Králové Nézőszám: 692 Játékvezetők: Sergei Beliakov (RUS), Saulius Racys (SWE), Jelena Tomić (CRO) |
| 2017. június 19. 15:00 | (14–20, 23–27, 11–19, 26–22) Jegyzőkönyv |           |                 | Zimní stadion Hradec Králové, Hradec Králové Nézőszám: 692 Játékvezetők: Sergei Beliakov (RUS), Saulius Racys (SWE), Jelena Tomić (CRO) |
| 2017. június 19. 15:00 | Bentley 15                               | Pont      | Çakır 15        | Zimní stadion Hradec Králové, Hradec Králové Nézőszám: 692 Játékvezetők: Sergei Beliakov (RUS), Saulius Racys (SWE), Jelena Tomić (CRO) |
| 2017. június 19. 15:00 | Bentley 7                                | Lepattanó | Hollingsworth 7 | Zimní stadion Hradec Králové, Hradec Králové Nézőszám: 692 Játékvezetők: Sergei Beliakov (RUS), Saulius Racys (SWE), Jelena Tomić (CRO) |
| 2017. június 19. 15:00 | Bentley 5                                | Gólpassz  | Çakır 6         | Zimní stadion Hradec Králové, Hradec Králové Nézőszám: 692 Játékvezetők: Sergei Beliakov (RUS), Saulius Racys (SWE), Jelena Tomić (CRO) |

| 2017. június 19. 20:30 | Szlovákia                                | 61–68     | Olaszország             | Zimní stadion Hradec Králové, Hradec Králové Nézőszám: 1975 Játékvezetők: Jasmina Juras (SRB), Vincent Delestrée (BEL), Boris Krejić (SLO) |
| 2017. június 19. 20:30 | (12–16, 18–17, 13–22, 18–13) Jegyzőkönyv |           |                         | Zimní stadion Hradec Králové, Hradec Králové Nézőszám: 1975 Játékvezetők: Jasmina Juras (SRB), Vincent Delestrée (BEL), Boris Krejić (SLO) |
| 2017. június 19. 20:30 | Bálintová 13                             | Pont      | Sottana, Zandalasini 15 | Zimní stadion Hradec Králové, Hradec Králové Nézőszám: 1975 Játékvezetők: Jasmina Juras (SRB), Vincent Delestrée (BEL), Boris Krejić (SLO) |
| 2017. június 19. 20:30 | Oroszová 8                               | Lepattanó | Zandalasini 12          | Zimní stadion Hradec Králové, Hradec Králové Nézőszám: 1975 Játékvezetők: Jasmina Juras (SRB), Vincent Delestrée (BEL), Boris Krejić (SLO) |
| 2017. június 19. 20:30 | Bálintová 5                              | Gólpassz  | Dotto 6                 | Zimní stadion Hradec Králové, Hradec Králové Nézőszám: 1975 Játékvezetők: Jasmina Juras (SRB), Vincent Delestrée (BEL), Boris Krejić (SLO) |

### C csoport
| Hely. | Csapat        | M | Gy | V | P+  | P–  | Pk  | P | Továbbjutás              |
| ----- | ------------- | - | -- | - | --- | --- | --- | - | ------------------------ |
| 1.    | Franciaország | 3 | 3  | 0 | 213 | 188 | +25 | 6 | Negyeddöntő              |
| 2.    | Szerbia       | 3 | 1  | 2 | 205 | 211 | −6  | 4 | A negyeddöntőbe jutásért |
| 3.    | Görögország   | 3 | 1  | 2 | 188 | 189 | −1  | 4 | A negyeddöntőbe jutásért |
| 4.    | Szlovénia     | 3 | 1  | 2 | 196 | 214 | −18 | 4 |                          |

1. 1 2 3  Szerbia 3 pont, +10 Pk; Görögország 3 pont, +6 Pk; Szlovénia 3 pont, −16 Pk

| 2017. június 16. 18:00 | Szerbia                                 | 60–69     | Görögország | Kralovka Arena, Prague Nézőszám: 1200 Játékvezetők: Janusz Calik (POL), Marek Kúkelčík (SVK), Ventsislav Velikov (BUL) |
| 2017. június 16. 18:00 | (11–19, 19–16, 21–18, 9–16) Jegyzőkönyv |           |             | Kralovka Arena, Prague Nézőszám: 1200 Játékvezetők: Janusz Calik (POL), Marek Kúkelčík (SVK), Ventsislav Velikov (BUL) |
| 2017. június 16. 18:00 | Milovanović 17                          | Pont      | Spanou 18   | Kralovka Arena, Prague Nézőszám: 1200 Játékvezetők: Janusz Calik (POL), Marek Kúkelčík (SVK), Ventsislav Velikov (BUL) |
| 2017. június 16. 18:00 | Milovanović 8                           | Lepattanó | Maltsi 9    | Kralovka Arena, Prague Nézőszám: 1200 Játékvezetők: Janusz Calik (POL), Marek Kúkelčík (SVK), Ventsislav Velikov (BUL) |
| 2017. június 16. 18:00 | Radočaj 3                               | Gólpassz  | Maltsi 5    | Kralovka Arena, Prague Nézőszám: 1200 Játékvezetők: Janusz Calik (POL), Marek Kúkelčík (SVK), Ventsislav Velikov (BUL) |

| 2017. június 16. 20:30 | Szlovénia                               | 68–70     | Franciaország    | Kralovka Arena, Prague Nézőszám: 765 Játékvezetők: Luis Castillo (ESP), Ilona Kučerová (CZE), Paulo Marques (POR) |
| 2017. június 16. 20:30 | (9–18, 24–16, 15–14, 20–22) Jegyzőkönyv |           |                  | Kralovka Arena, Prague Nézőszám: 765 Játékvezetők: Luis Castillo (ESP), Ilona Kučerová (CZE), Paulo Marques (POR) |
| 2017. június 16. 20:30 | Barič 18                                | Pont      | Ciak 16          | Kralovka Arena, Prague Nézőszám: 765 Játékvezetők: Luis Castillo (ESP), Ilona Kučerová (CZE), Paulo Marques (POR) |
| 2017. június 16. 20:30 | Lisec 9                                 | Lepattanó | Dumerc, Époupa 6 | Kralovka Arena, Prague Nézőszám: 765 Játékvezetők: Luis Castillo (ESP), Ilona Kučerová (CZE), Paulo Marques (POR) |
| 2017. június 16. 20:30 | Lisec, Oblak 3                          | Gólpassz  | Dumerc 6         | Kralovka Arena, Prague Nézőszám: 765 Játékvezetők: Luis Castillo (ESP), Ilona Kučerová (CZE), Paulo Marques (POR) |

| 2017. június 17. 18:00 | Görögország                             | 56–59     | Szlovénia | Kralovka Arena, Prague Nézőszám: 800 Játékvezetők: Fabiana Martinescu-Badalan (ROU), Mykola Ambrosov (UKR), Michele Rossi (ITA) |
| 2017. június 17. 18:00 | (14–12, 19–11, 14–21, 9–15) Jegyzőkönyv |           |           | Kralovka Arena, Prague Nézőszám: 800 Játékvezetők: Fabiana Martinescu-Badalan (ROU), Mykola Ambrosov (UKR), Michele Rossi (ITA) |
| 2017. június 17. 18:00 | Kaltsidou 23                            | Pont      | Lisec     | Kralovka Arena, Prague Nézőszám: 800 Játékvezetők: Fabiana Martinescu-Badalan (ROU), Mykola Ambrosov (UKR), Michele Rossi (ITA) |
| 2017. június 17. 18:00 | Kaltsidou 7                             | Lepattanó | Piršič 10 | Kralovka Arena, Prague Nézőszám: 800 Játékvezetők: Fabiana Martinescu-Badalan (ROU), Mykola Ambrosov (UKR), Michele Rossi (ITA) |
| 2017. június 17. 18:00 | Maltsi 6                                | Gólpassz  | Oblak 6   | Kralovka Arena, Prague Nézőszám: 800 Játékvezetők: Fabiana Martinescu-Badalan (ROU), Mykola Ambrosov (UKR), Michele Rossi (ITA) |

| 2017. június 17. 20:30 | Franciaország                           | 73–57     | Szerbia                  | Kralovka Arena, Prague Nézőszám: 1100 Játékvezetők: Maj Forsberg (DEN), Andrei Sharapa (BLR), Özlem Yalman (TUR) |
| 2017. június 17. 20:30 | (15–19, 18–15, 19–9, 21–14) Jegyzőkönyv |           |                          | Kralovka Arena, Prague Nézőszám: 1100 Játékvezetők: Maj Forsberg (DEN), Andrei Sharapa (BLR), Özlem Yalman (TUR) |
| 2017. június 17. 20:30 | Dumerc, Miyem 17                        | Pont      | Milovanović, Petrović 18 | Kralovka Arena, Prague Nézőszám: 1100 Játékvezetők: Maj Forsberg (DEN), Andrei Sharapa (BLR), Özlem Yalman (TUR) |
| 2017. június 17. 20:30 | Minte 10                                | Lepattanó | Petrović 7               | Kralovka Arena, Prague Nézőszám: 1100 Játékvezetők: Maj Forsberg (DEN), Andrei Sharapa (BLR), Özlem Yalman (TUR) |
| 2017. június 17. 20:30 | Dumerc 5                                | Gólpassz  | Radočaj 4                | Kralovka Arena, Prague Nézőszám: 1100 Játékvezetők: Maj Forsberg (DEN), Andrei Sharapa (BLR), Özlem Yalman (TUR) |

| 2017. június 19. 15:00 | Szerbia                                  | 88–69     | Szlovénia      | Kralovka Arena, Prague Nézőszám: 760 Játékvezetők: Michele Rossi (ITA), Janusz Calik (POL), Ventsislav Velikov (BUL) |
| 2017. június 19. 15:00 | (21–30, 23–11, 18–17, 26–11) Jegyzőkönyv |           |                | Kralovka Arena, Prague Nézőszám: 760 Játékvezetők: Michele Rossi (ITA), Janusz Calik (POL), Ventsislav Velikov (BUL) |
| 2017. június 19. 15:00 | Petrović 23                              | Pont      | Oblak 22       | Kralovka Arena, Prague Nézőszám: 760 Játékvezetők: Michele Rossi (ITA), Janusz Calik (POL), Ventsislav Velikov (BUL) |
| 2017. június 19. 15:00 | Škorić 6                                 | Lepattanó | Evans, Lisec 5 | Kralovka Arena, Prague Nézőszám: 760 Játékvezetők: Michele Rossi (ITA), Janusz Calik (POL), Ventsislav Velikov (BUL) |
| 2017. június 19. 15:00 | Petrović 6                               | Gólpassz  | Barič 6        | Kralovka Arena, Prague Nézőszám: 760 Játékvezetők: Michele Rossi (ITA), Janusz Calik (POL), Ventsislav Velikov (BUL) |

| 2017. június 19. 20:30 | Franciaország                            | 70–63     | Görögország    | Kralovka Arena, Prague Nézőszám: 600 Játékvezetők: Maj Forsberg (DEN), Mykola Ambrosov (UKR), Ilona Kučerová (CZE) |
| 2017. június 19. 20:30 | (14–19, 21–11, 14–22, 21–11) Jegyzőkönyv |           |                | Kralovka Arena, Prague Nézőszám: 600 Játékvezetők: Maj Forsberg (DEN), Mykola Ambrosov (UKR), Ilona Kučerová (CZE) |
| 2017. június 19. 20:30 | Miyem, Skrela 12                         | Pont      | Maltsi 25      | Kralovka Arena, Prague Nézőszám: 600 Játékvezetők: Maj Forsberg (DEN), Mykola Ambrosov (UKR), Ilona Kučerová (CZE) |
| 2017. június 19. 20:30 | Tchatchouang 7                           | Lepattanó | Nikolopoulou 7 | Kralovka Arena, Prague Nézőszám: 600 Játékvezetők: Maj Forsberg (DEN), Mykola Ambrosov (UKR), Ilona Kučerová (CZE) |
| 2017. június 19. 20:30 | Dumerc 5                                 | Gólpassz  | Nikolopoulou 7 | Kralovka Arena, Prague Nézőszám: 600 Játékvezetők: Maj Forsberg (DEN), Mykola Ambrosov (UKR), Ilona Kučerová (CZE) |

### D csoport
| Hely. | Csapat      | M | Gy | V | P+  | P–  | Pk  | P | Továbbjutás              |
| ----- | ----------- | - | -- | - | --- | --- | --- | - | ------------------------ |
| 1.    | Belgium     | 3 | 3  | 0 | 204 | 197 | +7  | 6 | Negyeddöntő              |
| 2.    | Oroszország | 3 | 2  | 1 | 224 | 189 | +35 | 5 | A negyeddöntőbe jutásért |
| 3.    | Lettország  | 3 | 1  | 2 | 193 | 188 | +5  | 4 | A negyeddöntőbe jutásért |
| 4.    | Montenegró  | 3 | 0  | 3 | 173 | 220 | −47 | 3 |                          |

| 2017. június 16. 12:30 | Belgium                                  | 66–64     | Montenegró            | Kralovka Arena, Prague Nézőszám: 700 Játékvezetők: Fabiana Martinescu-Badalan (ROU), Michele Rosso (ITA), Andrei Sharapa (BLR) |
| 2017. június 16. 12:30 | (25–13, 15–18, 12–15, 14–18) Jegyzőkönyv |           |                       | Kralovka Arena, Prague Nézőszám: 700 Játékvezetők: Fabiana Martinescu-Badalan (ROU), Michele Rosso (ITA), Andrei Sharapa (BLR) |
| 2017. június 16. 12:30 | K. Mestdagh 19                           | Pont      | Robinson 19           | Kralovka Arena, Prague Nézőszám: 700 Játékvezetők: Fabiana Martinescu-Badalan (ROU), Michele Rosso (ITA), Andrei Sharapa (BLR) |
| 2017. június 16. 12:30 | Meesseman 7                              | Lepattanó | Robinson 17           | Kralovka Arena, Prague Nézőszám: 700 Játékvezetők: Fabiana Martinescu-Badalan (ROU), Michele Rosso (ITA), Andrei Sharapa (BLR) |
| 2017. június 16. 12:30 | Vanloo 5                                 | Gólpassz  | Jovanović, Škerović 4 | Kralovka Arena, Prague Nézőszám: 700 Játékvezetők: Fabiana Martinescu-Badalan (ROU), Michele Rosso (ITA), Andrei Sharapa (BLR) |

| 2017. június 16. 15:00 | Lettország                              | 59–71     | Oroszország       | Kralovka Arena, Prague Nézőszám: 750 Játékvezetők: Maj Forsberg (DEN), Kapitány Gellért (HUN), Özlem Yalman (TUR) |
| 2017. június 16. 15:00 | (17–12, 7–22, 19–19, 16–18) Jegyzőkönyv |           |                   | Kralovka Arena, Prague Nézőszám: 750 Játékvezetők: Maj Forsberg (DEN), Kapitány Gellért (HUN), Özlem Yalman (TUR) |
| 2017. június 16. 15:00 | Babkina 20                              | Pont      | Prince 19         | Kralovka Arena, Prague Nézőszám: 750 Játékvezetők: Maj Forsberg (DEN), Kapitány Gellért (HUN), Özlem Yalman (TUR) |
| 2017. június 16. 15:00 | Šteinberga 12                           | Lepattanó | Vadeeva 12        | Kralovka Arena, Prague Nézőszám: 750 Játékvezetők: Maj Forsberg (DEN), Kapitány Gellért (HUN), Özlem Yalman (TUR) |
| 2017. június 16. 15:00 | Babkina 5                               | Gólpassz  | Prince, Vadeeva 4 | Kralovka Arena, Prague Nézőszám: 750 Játékvezetők: Maj Forsberg (DEN), Kapitány Gellért (HUN), Özlem Yalman (TUR) |

| 2017. június 17. 12:30 | Montenegró                              | 55–76     | Lettország    | Kralovka Arena, Prague Nézőszám: 680 Játékvezetők: Janusz Calik (POL), Paulo Marques (POR), Ventsislav Velikov (BUL) |
| 2017. június 17. 12:30 | (23–15, 14–23, 12–14, 6–24) Jegyzőkönyv |           |               | Kralovka Arena, Prague Nézőszám: 680 Játékvezetők: Janusz Calik (POL), Paulo Marques (POR), Ventsislav Velikov (BUL) |
| 2017. június 17. 12:30 | Robinson 14                             | Pont      | Babkina 27    | Kralovka Arena, Prague Nézőszám: 680 Játékvezetők: Janusz Calik (POL), Paulo Marques (POR), Ventsislav Velikov (BUL) |
| 2017. június 17. 12:30 | Robinson 16                             | Lepattanó | Šteinberga 10 | Kralovka Arena, Prague Nézőszám: 680 Játékvezetők: Janusz Calik (POL), Paulo Marques (POR), Ventsislav Velikov (BUL) |
| 2017. június 17. 12:30 | Škerović 10                             | Gólpassz  | Babkina 7     | Kralovka Arena, Prague Nézőszám: 680 Játékvezetők: Janusz Calik (POL), Paulo Marques (POR), Ventsislav Velikov (BUL) |

| 2017. június 17. 15:00 | Oroszország                                  | 75–76 (h. u.) | Belgium       | Kralovka Arena, Prague Nézőszám: 1000 Játékvezetők: Luis Castillo (ESP), Andrada Csender (ROU), Marek Kúkelčík (SVK) |
| 2017. június 17. 15:00 | (15–29, 17–17, 17–15, 19–7, 7–8) Jegyzőkönyv |               |               | Kralovka Arena, Prague Nézőszám: 1000 Játékvezetők: Luis Castillo (ESP), Andrada Csender (ROU), Marek Kúkelčík (SVK) |
| 2017. június 17. 15:00 | Prince 17                                    | Pont          | Meesseman 23  | Kralovka Arena, Prague Nézőszám: 1000 Játékvezetők: Luis Castillo (ESP), Andrada Csender (ROU), Marek Kúkelčík (SVK) |
| 2017. június 17. 15:00 | Vadeeva 14                                   | Lepattanó     | Wauters 9     | Kralovka Arena, Prague Nézőszám: 1000 Játékvezetők: Luis Castillo (ESP), Andrada Csender (ROU), Marek Kúkelčík (SVK) |
| 2017. június 17. 15:00 | Prince 5                                     | Gólpassz      | K. Mestdagh 5 | Kralovka Arena, Prague Nézőszám: 1000 Játékvezetők: Luis Castillo (ESP), Andrada Csender (ROU), Marek Kúkelčík (SVK) |

| 2017. június 19. 12:30 | Lettország                             | 58–62     | Belgium             | Kralovka Arena, Prague Nézőszám: 800 Játékvezetők: Fabiana Martinescu-Badalan (ROU), Andrei Sharapa (BLR), Özlem Yalman (TUR) |
| 2017. június 19. 12:30 | (10–16, 23–19, 18–9, 7–18) Jegyzőkönyv |           |                     | Kralovka Arena, Prague Nézőszám: 800 Játékvezetők: Fabiana Martinescu-Badalan (ROU), Andrei Sharapa (BLR), Özlem Yalman (TUR) |
| 2017. június 19. 12:30 | Šteinberga 14                          | Pont      | Wauters 17          | Kralovka Arena, Prague Nézőszám: 800 Játékvezetők: Fabiana Martinescu-Badalan (ROU), Andrei Sharapa (BLR), Özlem Yalman (TUR) |
| 2017. június 19. 12:30 | Šteinberga 20                          | Lepattanó | Meesseman 9         | Kralovka Arena, Prague Nézőszám: 800 Játékvezetők: Fabiana Martinescu-Badalan (ROU), Andrei Sharapa (BLR), Özlem Yalman (TUR) |
| 2017. június 19. 12:30 | Baško, Vītola 3                        | Gólpassz  | Carpréaux, Vanloo 4 | Kralovka Arena, Prague Nézőszám: 800 Játékvezetők: Fabiana Martinescu-Badalan (ROU), Andrei Sharapa (BLR), Özlem Yalman (TUR) |

| 2017. június 19. 18:00 | Montenegró                              | 54–78     | Oroszország   | Kralovka Arena, Prague Nézőszám: 700 Játékvezetők: Luis Castillo (ESP), Andrada Csender (ROU), Kapitány Gellért (HUN) |
| 2017. június 19. 18:00 | (18–21, 16–17, 15–19, 5–21) Jegyzőkönyv |           |               | Kralovka Arena, Prague Nézőszám: 700 Játékvezetők: Luis Castillo (ESP), Andrada Csender (ROU), Kapitány Gellért (HUN) |
| 2017. június 19. 18:00 | Robinson 17                             | Pont      | Prince 13     | Kralovka Arena, Prague Nézőszám: 700 Játékvezetők: Luis Castillo (ESP), Andrada Csender (ROU), Kapitány Gellért (HUN) |
| 2017. június 19. 18:00 | Robinson 8                              | Lepattanó | Tikhonenko 12 | Kralovka Arena, Prague Nézőszám: 700 Játékvezetők: Luis Castillo (ESP), Andrada Csender (ROU), Kapitány Gellért (HUN) |
| 2017. június 19. 18:00 | Škerović 5                              | Gólpassz  | Prince 6      | Kralovka Arena, Prague Nézőszám: 700 Játékvezetők: Luis Castillo (ESP), Andrada Csender (ROU), Kapitány Gellért (HUN) |

## Egyenes kieséses szakasz
|  |                          |                          |                          |               |               |              |              |              |  |  |               |               |           |               |               |               |            |            |
|  | A negyeddöntőbe jutásért | A negyeddöntőbe jutásért | A negyeddöntőbe jutásért |               |               | Negyeddöntők | Negyeddöntők | Negyeddöntők |  |  | Elődöntők     | Elődöntők     | Elődöntők |               |               | Döntő         | Döntő      | Döntő      |
|  | A negyeddöntőbe jutásért | A negyeddöntőbe jutásért | A negyeddöntőbe jutásért |               |               | Negyeddöntők | Negyeddöntők | Negyeddöntők |  |  | Elődöntők     | Elődöntők     | Elődöntők |               |               | Döntő         | Döntő      | Döntő      |
|  |                          |                          |                          | június 22.    |               |              |              |              |  |  |               |               |           |               |               |               |            |            |
|  |                          |                          |                          |               |               |              |              |              |  |  |               |               |           |               |               |               |            |            |
|  | június 20.               | június 20.               | június 20.               | Spanyolország | Spanyolország | 67           |              |              |  |  |               |               |           |               |               |               |            |            |
|  | június 20.               | június 20.               | június 20.               | Spanyolország | Spanyolország | 67           | június 24.   |              |  |  |               |               |           |               |               |               |            |            |
|  | Szerbia                  | Szerbia                  | 70                       |               |               | Lettország   | Lettország   | 47           |  |  |               |               |           |               |               |               |            |            |
|  | Szerbia                  | Szerbia                  | 70                       |               |               | Lettország   | Lettország   | 47           |  |  | Spanyolország | Spanyolország | 68        |               |               |               |            |            |
|  | Lettország               | Lettország               | 75                       |               |               | június 22.   | június 22.   | június 22.   |  |  | Spanyolország | Spanyolország | 68        |               |               |               |            |            |
|  | Lettország               | Lettország               | 75                       |               |               | június 22.   | június 22.   | június 22.   |  |  | Belgium       | Belgium       | 52        |               |               |               |            |            |
|  | június 20.               | június 20.               | június 20.               | Belgium       | Belgium       | 79           |              |              |  |  | Belgium       | Belgium       | 52        |               |               |               |            |            |
|  | június 20.               | június 20.               | június 20.               | Belgium       | Belgium       | 79           | június 25.   |              |  |  |               |               |           |               |               |               |            |            |
|  | Olaszország              | Olaszország              | 49                       |               |               | Olaszország  | Olaszország  | 66           |  |  |               |               |           |               |               |               |            |            |
|  | Olaszország              | Olaszország              | 49                       |               |               | Olaszország  | Olaszország  | 66           |  |  | Spanyolország | Spanyolország | 71        |               |               |               |            |            |
|  | Magyarország             | Magyarország             | 48                       |               |               | június 22.   | június 22.   | június 22.   |  |  |               | Spanyolország | 71        |               |               |               |            |            |
|  | Magyarország             | Magyarország             | 48                       |               |               | június 22.   | június 22.   | június 22.   |  |  | Franciaország | Franciaország | 55        |               |               |               |            |            |
|  | június 20.               | június 20.               | június 20.               | Törökország   | Törökország   | 55           |              |              |  |  | Franciaország | Franciaország | 55        |               |               |               |            |            |
|  | június 20.               | június 20.               | június 20.               | Törökország   | Törökország   | 55           | június 24.   |              |  |  |               |               |           |               |               |               |            |            |
|  | Oroszország              | Oroszország              | 58                       |               |               | Görögország  | Görögország  | 84           |  |  |               |               |           |               |               |               |            |            |
|  | Oroszország              | Oroszország              | 58                       |               |               | Görögország  | Görögország  | 84           |  |  | Görögország   | Görögország   | 55        | Bronzmérkőzés | Bronzmérkőzés | Bronzmérkőzés |            |            |
|  | Görögország              | Görögország              | 62                       |               |               | június 22.   | június 22.   | június 22.   |  |  | Görögország   | Görögország   | 55        | Bronzmérkőzés | Bronzmérkőzés | Bronzmérkőzés |            |            |
|  | Görögország              | Görögország              | 62                       |               |               | június 22.   | június 22.   | június 22.   |  |  | Franciaország | Franciaország | 77        |               |               | június 25.    | június 25. | június 25. |
|  | június 20.               | június 20.               | június 20.               | Franciaország | Franciaország | 67           |              |              |  |  | Franciaország | Franciaország | 77        |               |               | június 25.    | június 25. | június 25. |
|  | június 20.               | június 20.               | június 20.               | Franciaország | Franciaország | 67           |              |              |  |  |               | Belgium       | Belgium   | 78            |               |               |            |            |
|  | Ukrajna                  | Ukrajna                  | 68                       |               |               | Szlovákia    | Szlovákia    | 40           |  |  |               | Belgium       | Belgium   | 78            |               |               |            |            |
|  | Ukrajna                  | Ukrajna                  | 68                       |               |               | Szlovákia    | Szlovákia    | 40           |  |  | Görögország   | Görögország   | 45        |               |               |               |            |            |
|  | Szlovákia                | Szlovákia                | 82                       |               |               |              |              |              |  |  | Görögország   | Görögország   | 45        |               |               |               |            |            |
|  | Szlovákia                | Szlovákia                | 82                       |               |               |              |              |              |  |  |               |               |           |               |               |               |            |            |

### A negyeddöntőbe jutásért
| 2017. június 20. 18:00 | Ukrajna                                  | 68–82     | Szlovákia    | Zimní stadion Hradec Králové, Hradec Králové Nézőszám: 1035 Játékvezetők: Boris Krejić (SLO), Tanel Suslov (EST), Vasiliki Tsaroucha (GRE) |
| 2017. június 20. 18:00 | (16–22, 13–12, 27–23, 12–25) Jegyzőkönyv |           |              | Zimní stadion Hradec Králové, Hradec Králové Nézőszám: 1035 Játékvezetők: Boris Krejić (SLO), Tanel Suslov (EST), Vasiliki Tsaroucha (GRE) |
| 2017. június 20. 18:00 | Iagupova 24                              | Pont      | Žirková 31   | Zimní stadion Hradec Králové, Hradec Králové Nézőszám: 1035 Játékvezetők: Boris Krejić (SLO), Tanel Suslov (EST), Vasiliki Tsaroucha (GRE) |
| 2017. június 20. 18:00 | Udodenko 6                               | Lepattanó | Růžičková 13 | Zimní stadion Hradec Králové, Hradec Králové Nézőszám: 1035 Játékvezetők: Boris Krejić (SLO), Tanel Suslov (EST), Vasiliki Tsaroucha (GRE) |
| 2017. június 20. 18:00 | Iagupova 7                               | Gólpassz  | Žirková 7    | Zimní stadion Hradec Králové, Hradec Králové Nézőszám: 1035 Játékvezetők: Boris Krejić (SLO), Tanel Suslov (EST), Vasiliki Tsaroucha (GRE) |

| 2017. június 20. 18:00 | Szerbia                                  | 70–75     | Lettország          | Kralovka Arena, Prága Nézőszám: 750 Játékvezetők: Maj Forsberg (DEN), Luis Castillo (ESP), Fabiana Martinescu-Badalan (ROU) |
| 2017. június 20. 18:00 | (12–24, 20–10, 19–19, 19–22) Jegyzőkönyv |           |                     | Kralovka Arena, Prága Nézőszám: 750 Játékvezetők: Maj Forsberg (DEN), Luis Castillo (ESP), Fabiana Martinescu-Badalan (ROU) |
| 2017. június 20. 18:00 | Radočaj 14                               | Pont      | Vītola 19           | Kralovka Arena, Prága Nézőszám: 750 Játékvezetők: Maj Forsberg (DEN), Luis Castillo (ESP), Fabiana Martinescu-Badalan (ROU) |
| 2017. június 20. 18:00 | Jovanović 8                              | Lepattanó | Šteinberga 11       | Kralovka Arena, Prága Nézőszám: 750 Játékvezetők: Maj Forsberg (DEN), Luis Castillo (ESP), Fabiana Martinescu-Badalan (ROU) |
| 2017. június 20. 18:00 | Radočaj 3                                | Gólpassz  | Baško, Šteinberga 4 | Kralovka Arena, Prága Nézőszám: 750 Játékvezetők: Maj Forsberg (DEN), Luis Castillo (ESP), Fabiana Martinescu-Badalan (ROU) |

| 2017. június 20. 20:30 | Olaszország                           | 49–48     | Magyarország               | Zimní stadion Hradec Králové, Hradec Králové Nézőszám: 1049 Játékvezetők: Jasmina Juras (SRB), Sergei Beliakov (RUS), Mārtiņš Kozlovskis (LAT) |
| 2017. június 20. 20:30 | (12–14, 17–7, 5–19, 15–8) Jegyzőkönyv |           |                            | Zimní stadion Hradec Králové, Hradec Králové Nézőszám: 1049 Játékvezetők: Jasmina Juras (SRB), Sergei Beliakov (RUS), Mārtiņš Kozlovskis (LAT) |
| 2017. június 20. 20:30 | Zandalasini 17                        | Pont      | Krivačević 15              | Zimní stadion Hradec Králové, Hradec Králové Nézőszám: 1049 Játékvezetők: Jasmina Juras (SRB), Sergei Beliakov (RUS), Mārtiņš Kozlovskis (LAT) |
| 2017. június 20. 20:30 | Ress 11                               | Lepattanó | Nagy-Bujdosó, Krivačević 8 | Zimní stadion Hradec Králové, Hradec Králové Nézőszám: 1049 Játékvezetők: Jasmina Juras (SRB), Sergei Beliakov (RUS), Mārtiņš Kozlovskis (LAT) |
| 2017. június 20. 20:30 | három játékos 2                       | Gólpassz  | Nagy-Bujdosó 4             | Zimní stadion Hradec Králové, Hradec Králové Nézőszám: 1049 Játékvezetők: Jasmina Juras (SRB), Sergei Beliakov (RUS), Mārtiņš Kozlovskis (LAT) |

| 2017. június 20. 20:30 | Oroszország                            | 58–62     | Görögország            | Kralovka Arena, Prága Nézőszám: 700 Játékvezetők: Janusz Calik (POL), Michele Rossi (ITA), Ventsislav Velikov (BUL) |
| 2017. június 20. 20:30 | (15–19, 17–9, 4–22, 22–12) Jegyzőkönyv |           |                        | Kralovka Arena, Prága Nézőszám: 700 Játékvezetők: Janusz Calik (POL), Michele Rossi (ITA), Ventsislav Velikov (BUL) |
| 2017. június 20. 20:30 | Vadeeva 18                             | Pont      | Kaltsidou 24           | Kralovka Arena, Prága Nézőszám: 700 Játékvezetők: Janusz Calik (POL), Michele Rossi (ITA), Ventsislav Velikov (BUL) |
| 2017. június 20. 20:30 | Vadeeva 21                             | Lepattanó | Kaltsidou 9            | Kralovka Arena, Prága Nézőszám: 700 Játékvezetők: Janusz Calik (POL), Michele Rossi (ITA), Ventsislav Velikov (BUL) |
| 2017. június 20. 20:30 | Prince 5                               | Gólpassz  | Maltsi, Nikolopoulou 4 | Kralovka Arena, Prága Nézőszám: 700 Játékvezetők: Janusz Calik (POL), Michele Rossi (ITA), Ventsislav Velikov (BUL) |

### Negyeddöntők
| 2017. június 22. 12:30 | Belgium                                  | 79–66     | Olaszország    | O2 Aréna, Prága Nézőszám: 800 Játékvezetők: Fabiana Martinescu-Badalan (ROU), Zdravko Rutešić (MNE), Tanel Suslov (EST) |
| 2017. június 22. 12:30 | (27–13, 19–20, 11–22, 22–11) Jegyzőkönyv |           |                | O2 Aréna, Prága Nézőszám: 800 Játékvezetők: Fabiana Martinescu-Badalan (ROU), Zdravko Rutešić (MNE), Tanel Suslov (EST) |
| 2017. június 22. 12:30 | Meesseman 28                             | Pont      | Zandalasini 23 | O2 Aréna, Prága Nézőszám: 800 Játékvezetők: Fabiana Martinescu-Badalan (ROU), Zdravko Rutešić (MNE), Tanel Suslov (EST) |
| 2017. június 22. 12:30 | Meesseman 11                             | Lepattanó | Zandalasini 8  | O2 Aréna, Prága Nézőszám: 800 Játékvezetők: Fabiana Martinescu-Badalan (ROU), Zdravko Rutešić (MNE), Tanel Suslov (EST) |
| 2017. június 22. 12:30 | K. Mestdagh 8                            | Gólpassz  | Cinili 2       | O2 Aréna, Prága Nézőszám: 800 Játékvezetők: Fabiana Martinescu-Badalan (ROU), Zdravko Rutešić (MNE), Tanel Suslov (EST) |

| 2017. június 22. 15:00 | Törökország                              | 55–84     | Görögország | O2 Aréna, Prága Nézőszám: 1081 Játékvezetők: Jasmina Juras (SRB), Maj Forsberg (DEN), Boris Krejić (SLO) |
| 2017. június 22. 15:00 | (15–10, 15–26, 10–21, 15–27) Jegyzőkönyv |           |             | O2 Aréna, Prága Nézőszám: 1081 Játékvezetők: Jasmina Juras (SRB), Maj Forsberg (DEN), Boris Krejić (SLO) |
| 2017. június 22. 15:00 | Hollingsworth 15                         | Pont      | Maltsi 25   | O2 Aréna, Prága Nézőszám: 1081 Játékvezetők: Jasmina Juras (SRB), Maj Forsberg (DEN), Boris Krejić (SLO) |
| 2017. június 22. 15:00 | Hollingsworth 10                         | Lepattanó | Maltsi 10   | O2 Aréna, Prága Nézőszám: 1081 Játékvezetők: Jasmina Juras (SRB), Maj Forsberg (DEN), Boris Krejić (SLO) |
| 2017. június 22. 15:00 | Alben, Vardarlı 3                        | Gólpassz  | Lymoura 10  | O2 Aréna, Prága Nézőszám: 1081 Játékvezetők: Jasmina Juras (SRB), Maj Forsberg (DEN), Boris Krejić (SLO) |

| 2017. június 22. 18:00 | Spanyolország                            | 67–47     | Lettország    | O2 Aréna, Prága Nézőszám: 1500 Játékvezetők: Yohan Rosso (FRA), Vasiliki Tsaroucha (GRE), Ventsislav Velikov (BUL) |
| 2017. június 22. 18:00 | (27–12, 11–10, 12–14, 17–11) Jegyzőkönyv |           |               | O2 Aréna, Prága Nézőszám: 1500 Játékvezetők: Yohan Rosso (FRA), Vasiliki Tsaroucha (GRE), Ventsislav Velikov (BUL) |
| 2017. június 22. 18:00 | Torrens 20                               | Pont      | Putnina 15    | O2 Aréna, Prága Nézőszám: 1500 Játékvezetők: Yohan Rosso (FRA), Vasiliki Tsaroucha (GRE), Ventsislav Velikov (BUL) |
| 2017. június 22. 18:00 | Torrens 9                                | Lepattanó | Šteinberga 10 | O2 Aréna, Prága Nézőszám: 1500 Játékvezetők: Yohan Rosso (FRA), Vasiliki Tsaroucha (GRE), Ventsislav Velikov (BUL) |
| 2017. június 22. 18:00 | Torrens 3                                | Gólpassz  | Krastiņa 4    | O2 Aréna, Prága Nézőszám: 1500 Játékvezetők: Yohan Rosso (FRA), Vasiliki Tsaroucha (GRE), Ventsislav Velikov (BUL) |

| 2017. június 22. 20:30 | Franciaország                         | 67–40     | Szlovákia    | O2 Aréna, Prága Nézőszám: 1700 Játékvezetők: Michele Rossi (ITA), Luis Castillo (ESP), Mārtiņš Kozlovskis (LAT) |
| 2017. június 22. 20:30 | (21–6, 18–18, 11–8, 17–8) Jegyzőkönyv |           |              | O2 Aréna, Prága Nézőszám: 1700 Játékvezetők: Michele Rossi (ITA), Luis Castillo (ESP), Mārtiņš Kozlovskis (LAT) |
| 2017. június 22. 20:30 | Ayayi 13                              | Pont      | Bálintová 13 | O2 Aréna, Prága Nézőszám: 1700 Játékvezetők: Michele Rossi (ITA), Luis Castillo (ESP), Mārtiņš Kozlovskis (LAT) |
| 2017. június 22. 20:30 | Dumerc 8                              | Lepattanó | Oroszová 8   | O2 Aréna, Prága Nézőszám: 1700 Játékvezetők: Michele Rossi (ITA), Luis Castillo (ESP), Mārtiņš Kozlovskis (LAT) |
| 2017. június 22. 20:30 | Dumerc 4                              | Gólpassz  | Jurčenková 5 | O2 Aréna, Prága Nézőszám: 1700 Játékvezetők: Michele Rossi (ITA), Luis Castillo (ESP), Mārtiņš Kozlovskis (LAT) |

### Az 5–8. helyért
| 2017. június 24. 12:30 | Lettország                               | 78–77     | Olaszország    | O2 Aréna, Prága Nézőszám: 300 Játékvezetők: Luis Castillo (ESP), Jasmina Juras (SRB), Maripier Malo (CAN) |
| 2017. június 24. 12:30 | (18–18, 19–24, 16–11, 15–14) Jegyzőkönyv |           |                | O2 Aréna, Prága Nézőszám: 300 Játékvezetők: Luis Castillo (ESP), Jasmina Juras (SRB), Maripier Malo (CAN) |
| 2017. június 24. 12:30 | Putniņa 15                               | Pont      | Zandalasini 25 | O2 Aréna, Prága Nézőszám: 300 Játékvezetők: Luis Castillo (ESP), Jasmina Juras (SRB), Maripier Malo (CAN) |
| 2017. június 24. 12:30 | Vitola 8                                 | Lepattanó | Zandalasini 14 | O2 Aréna, Prága Nézőszám: 300 Játékvezetők: Luis Castillo (ESP), Jasmina Juras (SRB), Maripier Malo (CAN) |
| 2017. június 24. 12:30 | Krastina 4                               | Gólpassz  | Sottana 7      | O2 Aréna, Prága Nézőszám: 300 Játékvezetők: Luis Castillo (ESP), Jasmina Juras (SRB), Maripier Malo (CAN) |

| 2017. június 24. 15:00 | Törökország                             | 72–56     | Szlovákia    | O2 Aréna, Prága Nézőszám: 500 Játékvezetők: Yohan Rosso (FRA), Maj Kazuko Forsberg (DEN), Tanel Suslov (EST) |
| 2017. június 24. 15:00 | (16–9, 16–19, 25–11, 15–17) Jegyzőkönyv |           |              | O2 Aréna, Prága Nézőszám: 500 Játékvezetők: Yohan Rosso (FRA), Maj Kazuko Forsberg (DEN), Tanel Suslov (EST) |
| 2017. június 24. 15:00 | Hollingsworth 20                        | Pont      | Bálintová 12 | O2 Aréna, Prága Nézőszám: 500 Játékvezetők: Yohan Rosso (FRA), Maj Kazuko Forsberg (DEN), Tanel Suslov (EST) |
| 2017. június 24. 15:00 | Canitez 8                               | Lepattanó | Růžičková 9  | O2 Aréna, Prága Nézőszám: 500 Játékvezetők: Yohan Rosso (FRA), Maj Kazuko Forsberg (DEN), Tanel Suslov (EST) |
| 2017. június 24. 15:00 | Vardarlı 10                             | Gólpassz  | Bálintová 4  | O2 Aréna, Prága Nézőszám: 500 Játékvezetők: Yohan Rosso (FRA), Maj Kazuko Forsberg (DEN), Tanel Suslov (EST) |

### Elődöntők
| 2017. június 24. 18:00 | Spanyolország                            | 68–52     | Belgium     | O2 Aréna, Prága Nézőszám: 1900 Játékvezetők: Boris Krejić (SLO), Mārtiņš Kozlovskis (LAT), Ventsislav Velikov (BUL) |
| 2017. június 24. 18:00 | (20–11, 16–10, 16–12, 16–19) Jegyzőkönyv |           |             | O2 Aréna, Prága Nézőszám: 1900 Játékvezetők: Boris Krejić (SLO), Mārtiņš Kozlovskis (LAT), Ventsislav Velikov (BUL) |
| 2017. június 24. 18:00 | Torrens 20                               | Pont      | Vanloo 11   | O2 Aréna, Prága Nézőszám: 1900 Játékvezetők: Boris Krejić (SLO), Mārtiņš Kozlovskis (LAT), Ventsislav Velikov (BUL) |
| 2017. június 24. 18:00 | Torrens 10                               | Lepattanó | Meesseman 6 | O2 Aréna, Prága Nézőszám: 1900 Játékvezetők: Boris Krejić (SLO), Mārtiņš Kozlovskis (LAT), Ventsislav Velikov (BUL) |
| 2017. június 24. 18:00 | Palau 4                                  | Gólpassz  | Meesseman 5 | O2 Aréna, Prága Nézőszám: 1900 Játékvezetők: Boris Krejić (SLO), Mārtiņš Kozlovskis (LAT), Ventsislav Velikov (BUL) |

| 2017. június 24. 20:30 | Görögország                             | 55–77     | Franciaország | O2 Aréna, Prága Nézőszám: 2400 Játékvezetők: Janusz Calik (POL), Sergei Beliakov (RUS), Fabiana Martinescu-Badalan (ROU) |
| 2017. június 24. 20:30 | (17–23, 13–12, 17–17, 8–25) Jegyzőkönyv |           |               | O2 Aréna, Prága Nézőszám: 2400 Játékvezetők: Janusz Calik (POL), Sergei Beliakov (RUS), Fabiana Martinescu-Badalan (ROU) |
| 2017. június 24. 20:30 | Kaltsidou 15                            | Pont      | Miyem 13      | O2 Aréna, Prága Nézőszám: 2400 Játékvezetők: Janusz Calik (POL), Sergei Beliakov (RUS), Fabiana Martinescu-Badalan (ROU) |
| 2017. június 24. 20:30 | Spanou 5                                | Lepattanó | Ciak 10       | O2 Aréna, Prága Nézőszám: 2400 Játékvezetők: Janusz Calik (POL), Sergei Beliakov (RUS), Fabiana Martinescu-Badalan (ROU) |
| 2017. június 24. 20:30 | Maltsi 4                                | Gólpassz  | Époupa 4      | O2 Aréna, Prága Nézőszám: 2400 Játékvezetők: Janusz Calik (POL), Sergei Beliakov (RUS), Fabiana Martinescu-Badalan (ROU) |

### A 7. helyért
| 2017. június 25. 12:30 | Olaszország                             | 71–57     | Szlovákia    | O2 Aréna, Prága Nézőszám: 250 Játékvezetők: Sergei Beliakov (RUS), Tanel Suslov (EST), Vasiliki Tsaroucha (GRE) |
| 2017. június 25. 12:30 | (19–8, 17–20, 18–16, 17–13) Jegyzőkönyv |           |              | O2 Aréna, Prága Nézőszám: 250 Játékvezetők: Sergei Beliakov (RUS), Tanel Suslov (EST), Vasiliki Tsaroucha (GRE) |
| 2017. június 25. 12:30 | Gorini 14                               | Pont      | Růžičková 10 | O2 Aréna, Prága Nézőszám: 250 Játékvezetők: Sergei Beliakov (RUS), Tanel Suslov (EST), Vasiliki Tsaroucha (GRE) |
| 2017. június 25. 12:30 | Ress 7                                  | Lepattanó | Oroszová 8   | O2 Aréna, Prága Nézőszám: 250 Játékvezetők: Sergei Beliakov (RUS), Tanel Suslov (EST), Vasiliki Tsaroucha (GRE) |
| 2017. június 25. 12:30 | Ress 5                                  | Gólpassz  | Slamová 4    | O2 Aréna, Prága Nézőszám: 250 Játékvezetők: Sergei Beliakov (RUS), Tanel Suslov (EST), Vasiliki Tsaroucha (GRE) |

### Az 5. helyért
| 2017. június 25. 15:00 | Lettország                               | 63–72     | Törökország      | O2 Aréna, Prága Nézőszám: 600 Játékvezetők: Ilona Kučerová (CZE), Andrada Csender (ROU), Kapitány Gellért (HUN) |
| 2017. június 25. 15:00 | (12–18, 15–25, 19–12, 17–17) Jegyzőkönyv |           |                  | O2 Aréna, Prága Nézőszám: 600 Játékvezetők: Ilona Kučerová (CZE), Andrada Csender (ROU), Kapitány Gellért (HUN) |
| 2017. június 25. 15:00 | Šteinberga 16                            | Pont      | Hollingsworth 24 | O2 Aréna, Prága Nézőszám: 600 Játékvezetők: Ilona Kučerová (CZE), Andrada Csender (ROU), Kapitány Gellért (HUN) |
| 2017. június 25. 15:00 | Šteinberga 8                             | Lepattanó | Alben 8          | O2 Aréna, Prága Nézőszám: 600 Játékvezetők: Ilona Kučerová (CZE), Andrada Csender (ROU), Kapitány Gellért (HUN) |
| 2017. június 25. 15:00 | Krastina 6                               | Gólpassz  | Alben 7          | O2 Aréna, Prága Nézőszám: 600 Játékvezetők: Ilona Kučerová (CZE), Andrada Csender (ROU), Kapitány Gellért (HUN) |

### Bronzmérkőzés
| 2017. június 25. 18:00 | Belgium                                | 78–45     | Görögország | O2 Aréna, Prága Nézőszám: 3100 Játékvezetők: Boris Krejić (SLO), Maj Kazuko Forsberg (DEN), Mārtiņš Kozlovskis (LAT) |
| 2017. június 25. 18:00 | (24–15, 16–14, 21–7, 17–9) Jegyzőkönyv |           |             | O2 Aréna, Prága Nézőszám: 3100 Játékvezetők: Boris Krejić (SLO), Maj Kazuko Forsberg (DEN), Mārtiņš Kozlovskis (LAT) |
| 2017. június 25. 18:00 | Mestdagh 18                            | Pont      | Maltsi 13   | O2 Aréna, Prága Nézőszám: 3100 Játékvezetők: Boris Krejić (SLO), Maj Kazuko Forsberg (DEN), Mārtiņš Kozlovskis (LAT) |
| 2017. június 25. 18:00 | Wauters 8                              | Lepattanó | Maltsi 8    | O2 Aréna, Prága Nézőszám: 3100 Játékvezetők: Boris Krejić (SLO), Maj Kazuko Forsberg (DEN), Mārtiņš Kozlovskis (LAT) |
| 2017. június 25. 18:00 | Carpreaux 8                            | Gólpassz  | Maltsi 2    | O2 Aréna, Prága Nézőszám: 3100 Játékvezetők: Boris Krejić (SLO), Maj Kazuko Forsberg (DEN), Mārtiņš Kozlovskis (LAT) |

### Döntő
| 2017. június 25. 20:30 | Spanyolország                            | 71–55     | Franciaország   | O2 Aréna, Prága Nézőszám: 4500 Játékvezetők: Janusz Calik (POL), Michele Rossi (ITA), Özlem Yalman (TUR) |
| 2017. június 25. 20:30 | (21–18, 18–12, 17–10, 15–15) Jegyzőkönyv |           |                 | O2 Aréna, Prága Nézőszám: 4500 Játékvezetők: Janusz Calik (POL), Michele Rossi (ITA), Özlem Yalman (TUR) |
| 2017. június 25. 20:30 | Lyttle 19                                | Pont      | Dumerc 15       | O2 Aréna, Prága Nézőszám: 4500 Játékvezetők: Janusz Calik (POL), Michele Rossi (ITA), Özlem Yalman (TUR) |
| 2017. június 25. 20:30 | Lyttle 8                                 | Lepattanó | Époupa, Amant 4 | O2 Aréna, Prága Nézőszám: 4500 Játékvezetők: Janusz Calik (POL), Michele Rossi (ITA), Özlem Yalman (TUR) |
| 2017. június 25. 20:30 | Cruz 5                                   | Gólpassz  | négy játékos 2  | O2 Aréna, Prága Nézőszám: 4500 Játékvezetők: Janusz Calik (POL), Michele Rossi (ITA), Özlem Yalman (TUR) |

| A 2017-es női kosárlabda-Európa-bajnokság győztese |
| -------------------------------------------------- |
| · Spanyolország · 3. cím                           |

## Végeredmény
(A hazai és a magyar csapat eltérő háttérszínnel kiemelve.)
| Helyezés | Csapat           | M | Gy | V | P+  | P–  | Pk  | P  |  |
| -------- | ---------------- | - | -- | - | --- | --- | --- | -- |  |
| Arany    | Spanyolország    | 6 | 5  | 1 | 407 | 323 | +84 | 11 |  |
| Ezüst    | Franciaország    | 6 | 5  | 1 | 412 | 354 | +58 | 11 |  |
| Bronz    | Belgium          | 6 | 5  | 1 | 413 | 376 | +37 | 11 |  |
| 4.       | Görögország      | 7 | 3  | 4 | 434 | 457 | –23 | 10 |  |
|          |                  |   |    |   |     |     |     |    |  |
| 5.       | Törökország      | 6 | 5  | 1 | 410 | 388 | +22 | 11 |  |
| 6.       | Lettország       | 7 | 3  | 4 | 456 | 474 | –18 | 10 |  |
| 7.       | Olaszország      | 7 | 4  | 3 | 464 | 437 | +27 | 11 |  |
| 8.       | Szlovákia        | 7 | 2  | 5 | 422 | 474 | –52 | 9  |  |
|          |                  |   |    |   |     |     |     |    |  |
| 9.       | Oroszország      | 4 | 2  | 2 | 282 | 251 | +31 | 6  |  |
| 10.      | Ukrajna          | 4 | 2  | 2 | 265 | 277 | –12 | 6  |  |
| 11.      | Szerbia          | 4 | 1  | 3 | 275 | 286 | –11 | 5  |  |
| 12.      | Magyarország     | 4 | 1  | 3 | 242 | 265 | –23 | 5  |  |
|          |                  |   |    |   |     |     |     |    |  |
| 13.      | Csehország       | 3 | 1  | 2 | 184 | 196 | –12 | 4  |  |
| 14.      | Szlovénia        | 3 | 1  | 2 | 196 | 214 | –18 | 4  |  |
| 15.      | Fehéroroszország | 3 | 0  | 3 | 193 | 236 | –43 | 3  |  |
| 16.      | Montenegró       | 3 | 0  | 3 | 173 | 220 | –47 | 3  |  |